# 기상천외한 헨리 슈거 이야기
《기상천외한 헨리 슈거 이야기》(영어: The Wonderful Story of Henry Sugar)는 2023년 공개된 미국의 모험 코미디 영화이다. 웨스 앤더슨이 감독, 각본을 맡았으며, 로알드 달의 동명 단편 소설집이 영화의 원작이다. 배우 베네딕트 컴버배치가 주인공 헨리 슈거 역을 맡는다. 제80회(2023년) 베네치아 영화제에서 전 세계 최초로 공개되었다. 제96회 아카데미 시상식에서 단편 영화상을 수상하였다.

## 시놉시스
{평생 놀고 먹어도 될 정도의 부를 상속받은 헨리 슈거는 30년간의 수련으로 초능력에 가까운 투시 능력을 얻게 된다. 그저 취미로만 즐겼던 도박, 이젠 제대로 실력 발휘를 할 때이다! }}

## 출연진
- 베네딕트 컴버배치 - 헨리 슈거 / 해리 역
- 레이프 파인스 - 로알드 달 및 기타 배역[1]
- 데브 파텔 - 채터지 박사 / 존 윈스턴 역
- 벤 킹즐리 - 닥터 간더바이 역
- 루퍼트 프렌드
- 리처드 아이오아디[2] - 닥터 마샬 / 요가 역
- 자비스 코커 - 카나스타 플레이어 / 매너 게스트 / 헨리 슈거의 친구 역

## 참고 사항
- 오로지 30분 동안 꽉 찬 대사만으로 극을 이끌어 나가며 대사의 속도가 매우 빠르고 이야기 자체가 터무니없어서 음성이나 자막을 한두 줄 놓치게 되면 이야기의 흐름을 캐치해 내기 어렵게 된다. 하지만 특유의 연출과 호흡 덕분에 한번 흐름을 타면 흥미롭게 감상할 수 있다.